# 1976 dans les parcs de loisirs
| Années des parcs de loisirs : 1973 - 1974 - 1975 - 1976 - 1977 - 1978 - 1979    |
| Décennies des parcs de loisirs : 1940 - 1950 - 1960 - 1970 - 1980 - 1990 - 2000 |

## Parcs d'attractions

### Ouverture
- Peter Pan's Playground ( Angleterre) Aujourd'hui connu sous le nom Adventure Island.
- Castle Amusement Park, devenu Castle Park ( États-Unis)
- Fränkisches Wunderland ( Allemagne)
- Gold n'Stuff, ( États-Unis) Aujourd'hui connu sous le nom Castles N' Coasters.
- Marriott's Great America ( États-Unis) Aujourd'hui connu sous le nom California's Great America.
- Marriott's Great America ( États-Unis) Ouvert au public le 29 mai. Aujourd'hui connu sous le nom Six Flags Great America.
- Everland ( Corée du Sud)
- Disney's River Country ( États-Unis) Ouvert au public le 20 juin.
- TéléCoo ( Belgique) Aujourd'hui connu sous le nom Plopsa Coo.
- Valleyfair ( États-Unis)

### Fermeture
- Willow Grove Park ( États-Unis)

## Événements
- Premières montagnes russes « modernes » avec looping vertical : Great American Revolution à Magic Mountain aux  États-Unis.
- Premières montagnes russes à posséder trois inversions : Corkscrew à Cedar Point aux  États-Unis.

## Attractions

### Montagnes russes

#### Délocalisations
| Nom        | Type/Modèle        | Constructeur      | Parc   | Pays       | Anciennement                 |
| ---------- | ------------------ | ----------------- | ------ | ---------- | ---------------------------- |
| Jet Star 2 | Assises/Jet Star 2 | Anton Schwarzkopf | Lagoon | États-Unis | Jet Star 2 à Riverfront Park |

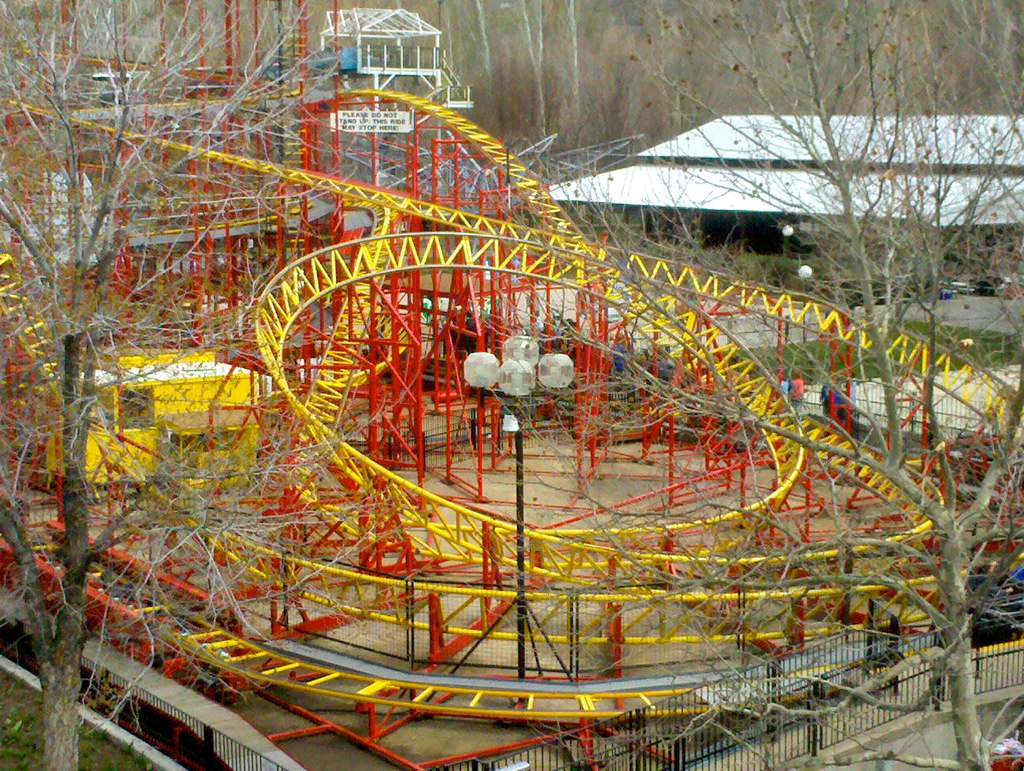
Jet Star 2 à Lagoon

#### Nouveautés
| Nom | Type/Modèle             | Constructeur                  | Parc                                  | Pays         |
| --- | ----------------------- | ----------------------------- | ------------------------------------- | ------------ |
| Achtbaan                                                                                                 | Assise/Wildcat          | Anton Schwarzkopf             | Bobbejaanland                         | Belgique     |
| Alpen Blitz                                                                                              | E-Powered/Alpenblitz II | Anton Schwarzkopf             | Great Adventure                       | États-Unis   |
| Corkscrew                                                                                                | Assise                  | Arrow Dynamics                | Cedar Point                           | États-Unis   |
| Cycle Chase Devenu Wacky Soap Box Racers en 1980.                                                        | Steeplechase/Zyklon     | Arrow Dynamics                | Knott's Berry Farm                    | États-Unis   |
| Cyclone                                                                                                  | Assise/Zyklon           | Pinfari                       | Geauga Lake                           | États-Unis   |
| Das Kätzchen                                                                                             | Junior                  |                               | Busch Gardens: The Old Country        | États-Unis   |
| Die Wildkatze                                                                                            | Assise/Wildcat          | Anton Schwarzkopf             | Busch Gardens: The Old Country        | États-Unis   |
| Great American Revolution Devenu La Revolución en 1981, Revolution en 1988, puis New Revolution en 2016. | Looper                  | Anton Schwarzkopf             | Magic Mountain                        | États-Unis   |
| Gulf Coaster                                                                                             | Junior/Little Dipper    | Bradley and Kaye              | Marriott's Great America (Illinois)   | États-Unis   |
| Gulf Coaster                                                                                             | Junior/Little Dipper    | Bradley and Kaye              | Marriott's Great America (Californie) | États-Unis   |
| High Roller                                                                                              | Bois                    | Rauerhorst Corporation        | Valleyfair                            | États-Unis   |
| Jet Coaster                                                                                              | Assise                  | Sansei Yusoki (en)            | Everland                              | Corée du Sud |
| Jumbo Jet                                                                                                | Assises/Jet Star 3      | Anton Schwarzkopf             | Morey's Piers                         | États-Unis   |
| Keverbaan                                                                                                | Junior/Tivoli           | Zierer                        | Attractiepark Slagharen               | Pays-Bas     |
| Kiddie Coaster Devenu Mind Thing en 1996.                                                                | Junior                  | Allan Herschell Company       | Valleyfair                            | États-Unis   |
| Le Scarabée Déchaîné Devenu Dongo's Race en 2000, puis Viktor's Race en 2012.                            | Junior/Tivoli           | Zierer                        | Meli Park                             | Belgique     |
| Mini Siete Picos Devenu Cumbres en 1999.                                                                 | Junior                  | Miler Coaster (en)            | Parque de Atracciones de Madrid       | Espagne      |
| Python                                                                                                   | Assises                 | Arrow Dynamics                | Busch Gardens: The Dark Continent     | États-Unis   |
| Screamin' Eagle                                                                                          | Bois                    | Philadelphia Toboggan Company | Six Flags Over Mid-America            | États-Unis   |
| Screamroller Devenu Extremeroller en 1983.                                                               | Assise                  | Arrow Dynamics                | Worlds of Fun                         | États-Unis   |
| Super Screamer                                                                                           | Assises / Galaxi        | S.D.C.                        | Adventureland (Iowa)                  | États-Unis   |
| Texas Cyclone                                                                                            | Bois                    | Frontier Construction Company | Six Flags Astroworld                  | États-Unis   |
| Thunder Road                                                                                             | Bois                    | Philadelphia Toboggan Company | Carowinds                             | États-Unis   |
| Turn Of The Century Devenu Demon en 1980.                                                                | Assise                  | Arrow Dynamics                | Marriott's Great America (Illinois)   | États-Unis   |
| Turn Of The Century Devenu Demon en 1980.                                                                | Assise                  | Arrow Dynamics                | Marriott's Great America (Californie) | États-Unis   |
| Willard's Whizzer Devenu Whizzer en 1980.                                                                | Assise/Speed Racer      | Anton Schwarzkopf             | Marriott's Great America (Illinois)   | États-Unis   |
| Willard's Whizzer Devenu Whizzer en 1980.                                                                | Assise/Speed Racer      | Anton Schwarzkopf             | Marriott's Great America (Californie) | États-Unis   |

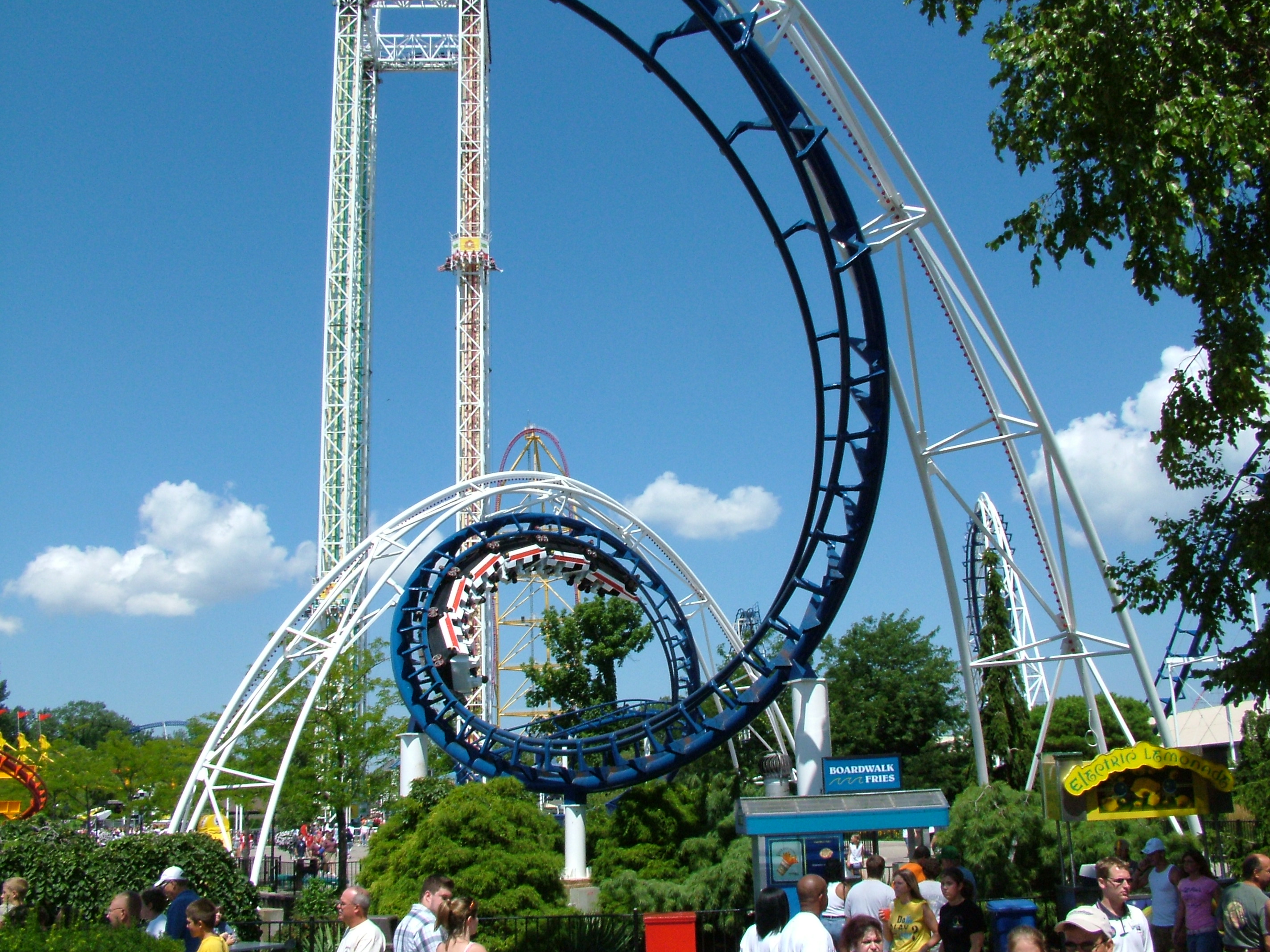
Corkscrew à Cedar Point
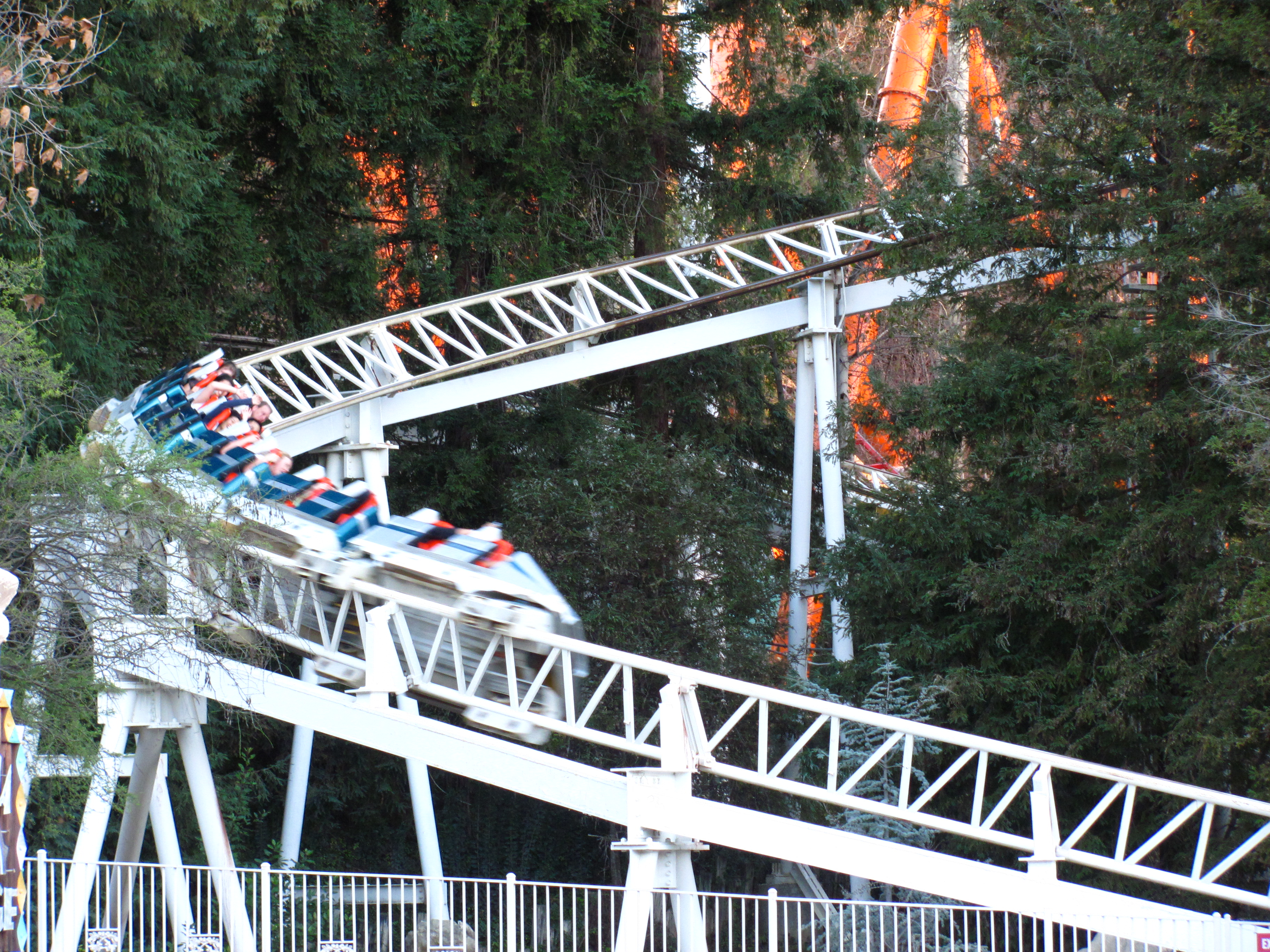
Great American Revolution à Magic Mountain
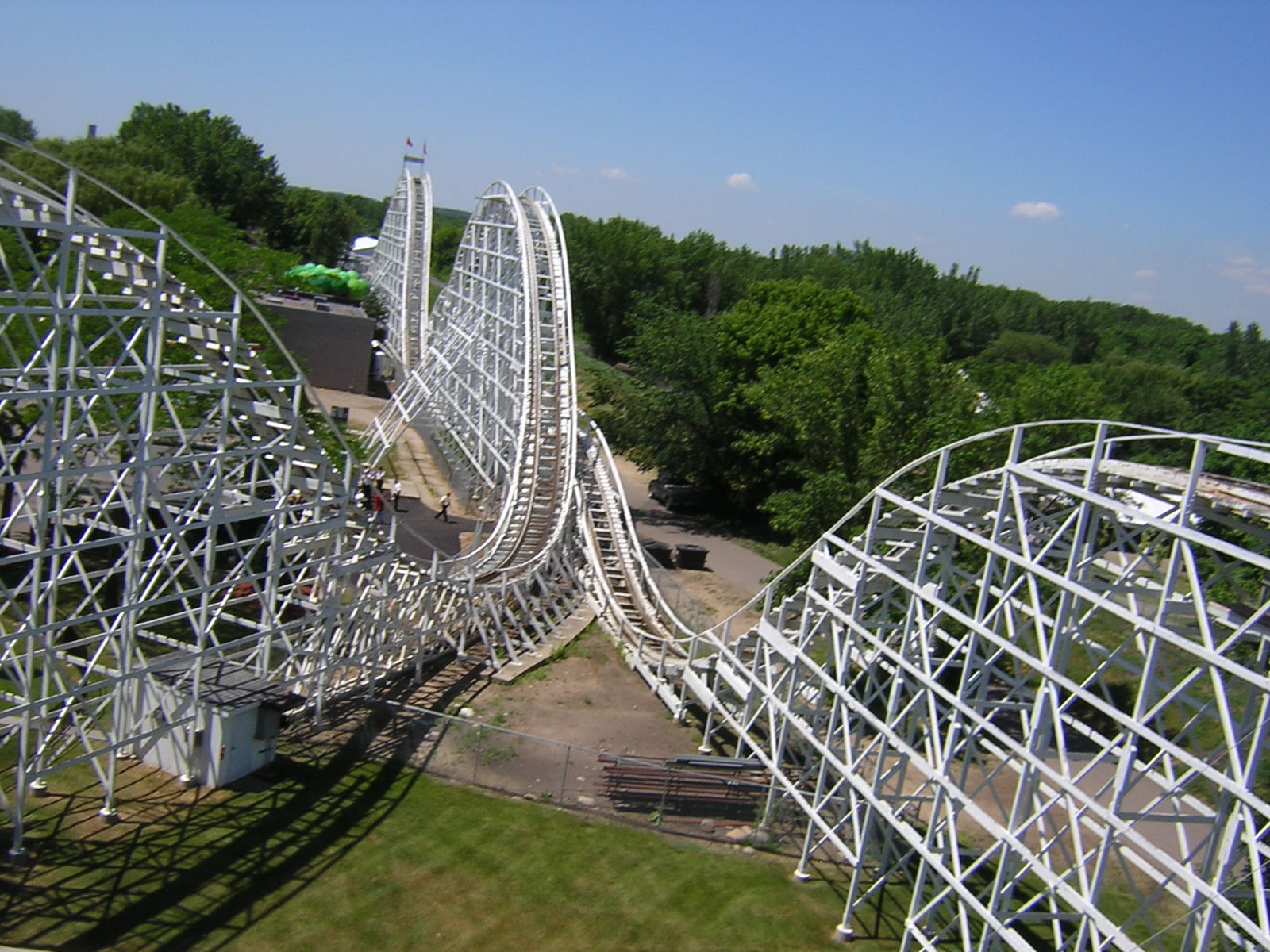
High Roller à Valleyfair
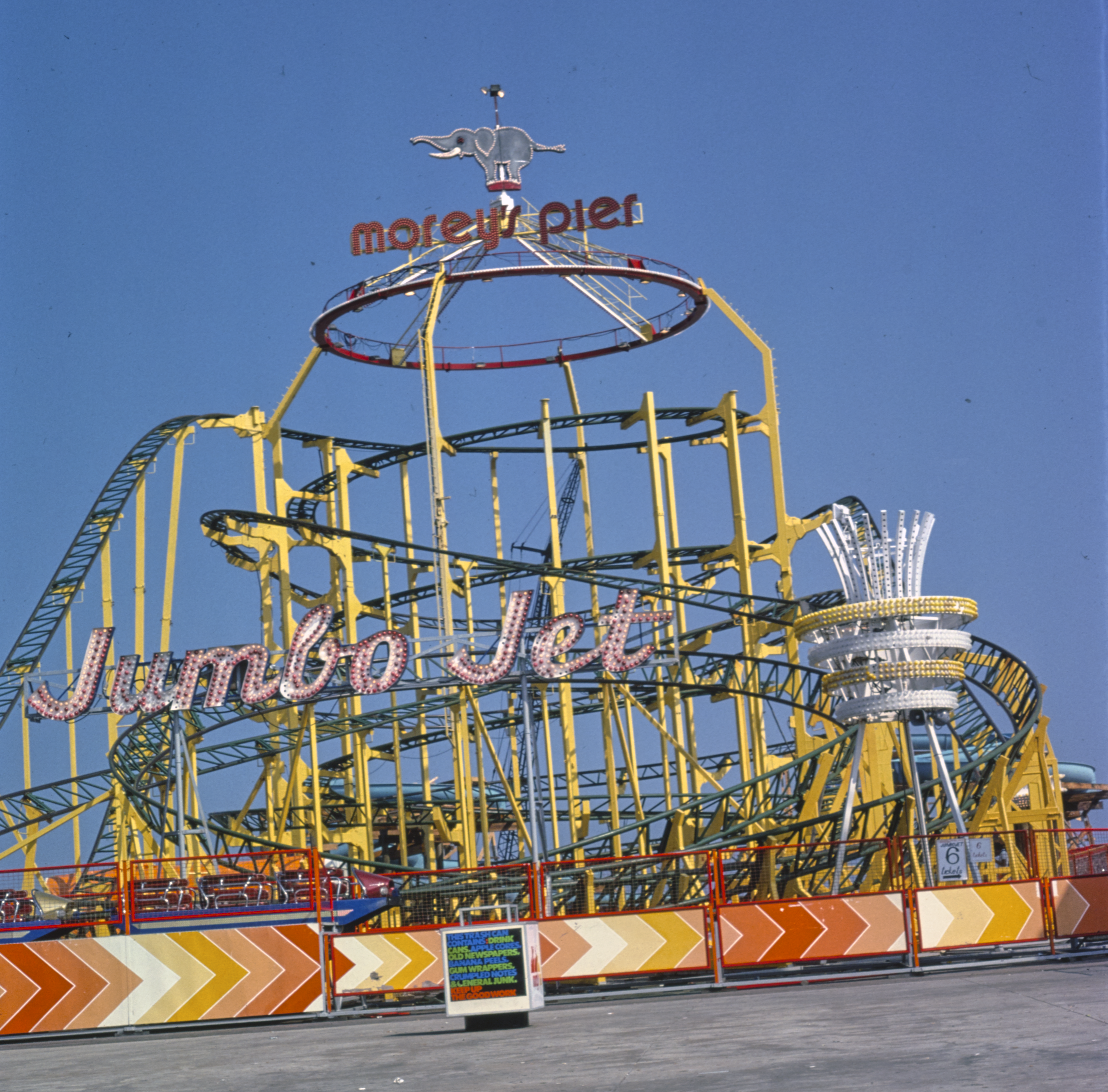
Jumbo Jet à Morey's Piers
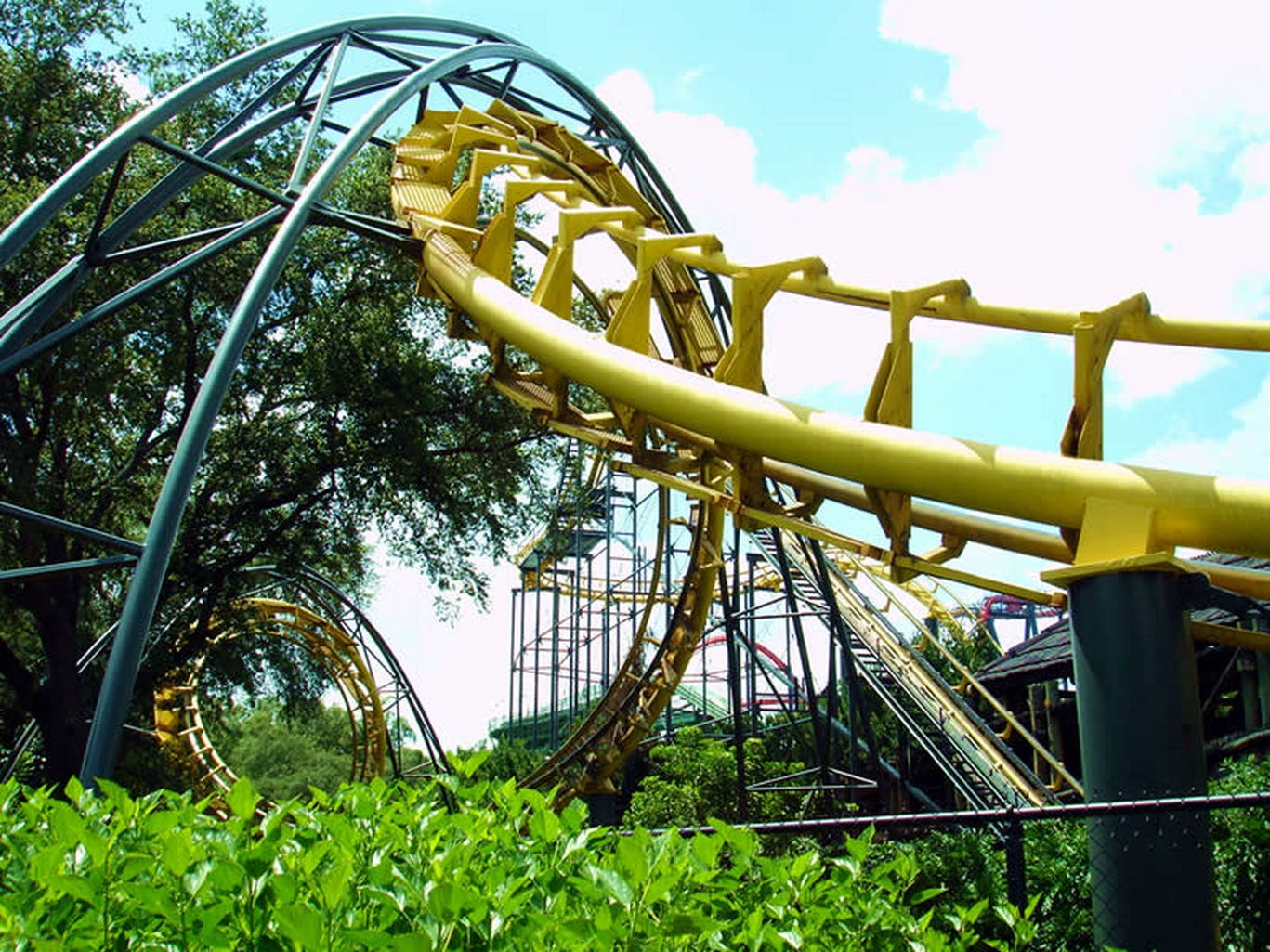
Python à Busch Gardens: The Dark Continent
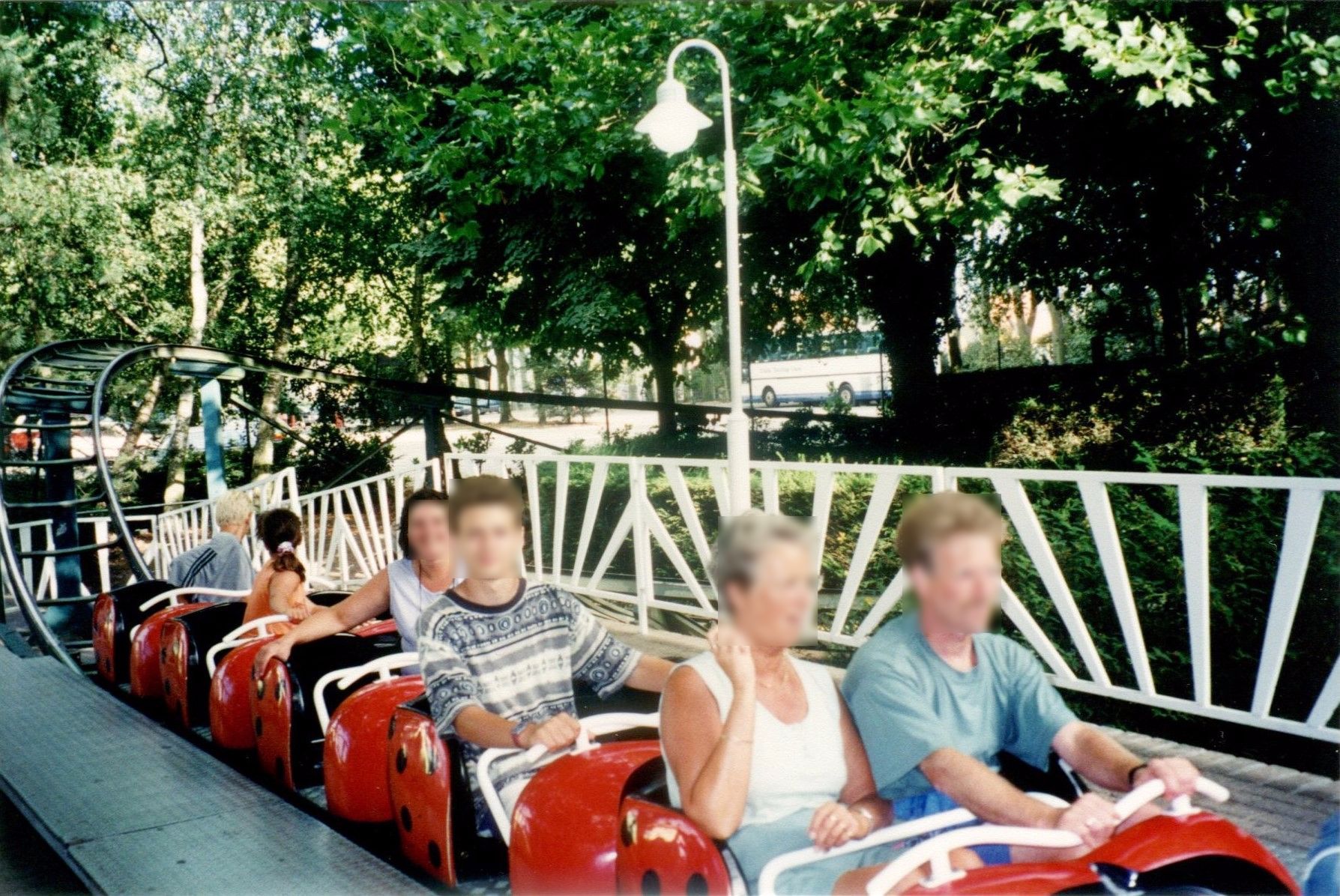
Scarabée déchaîné à Meli Park
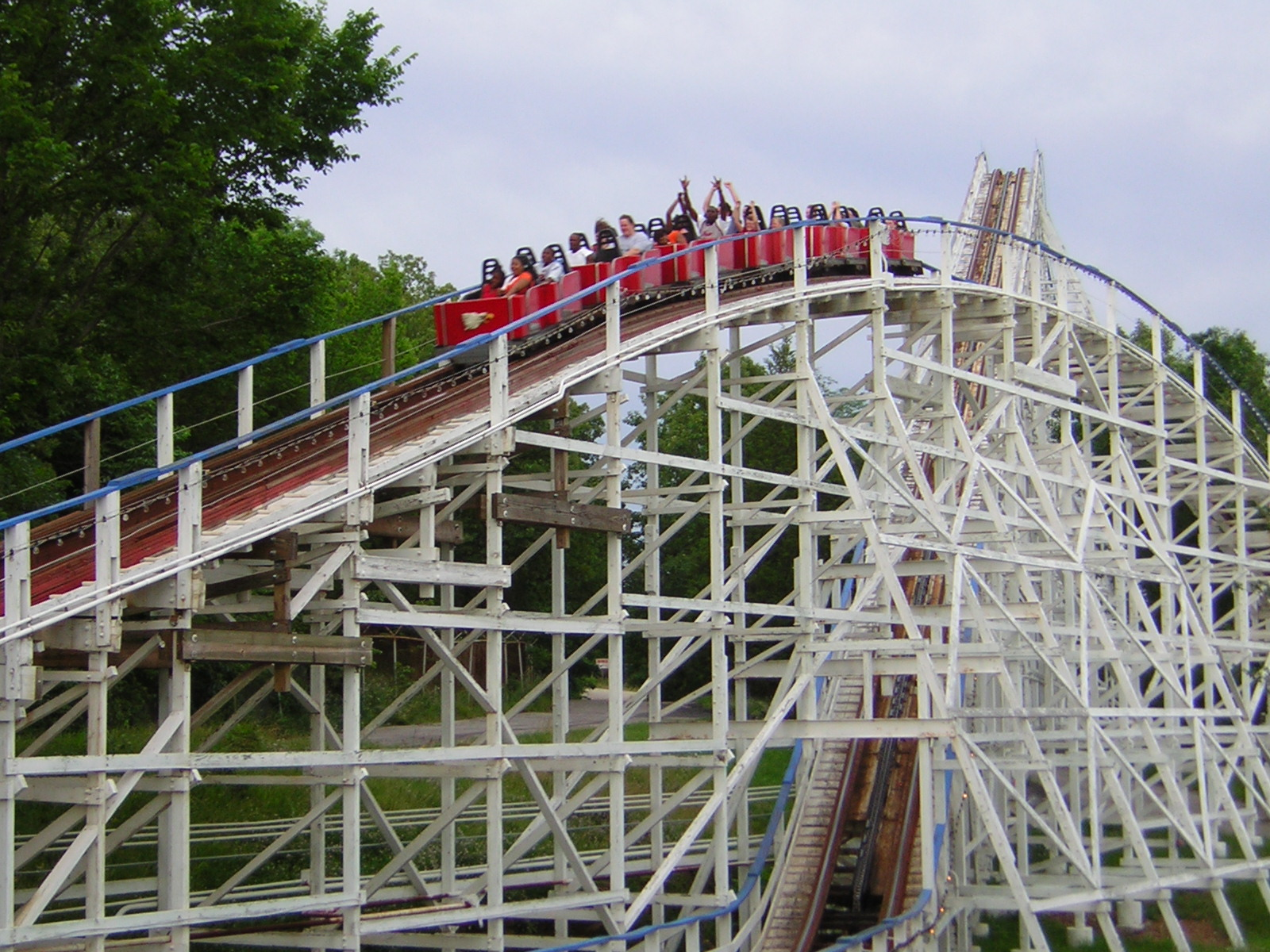
Screamin' Eagle à Six Flags Over Mid-America
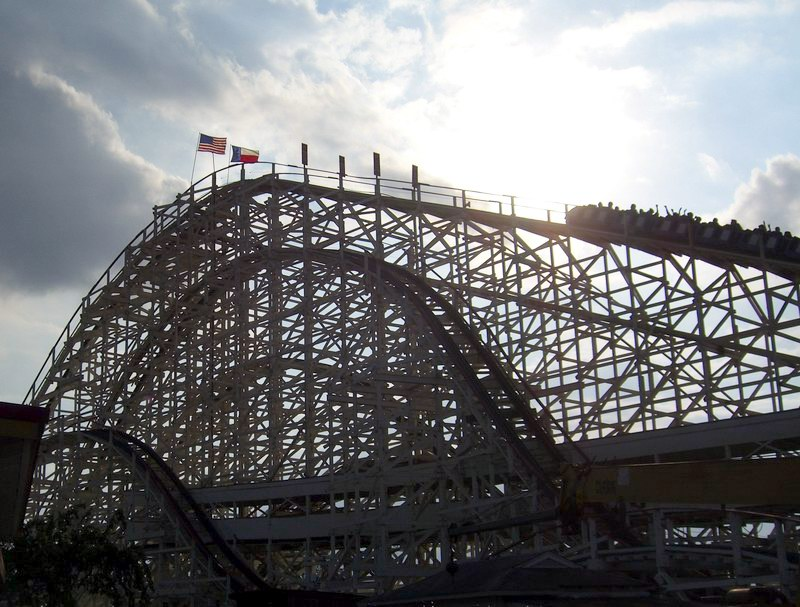
Texas Cyclone à Six Flags Astroworld
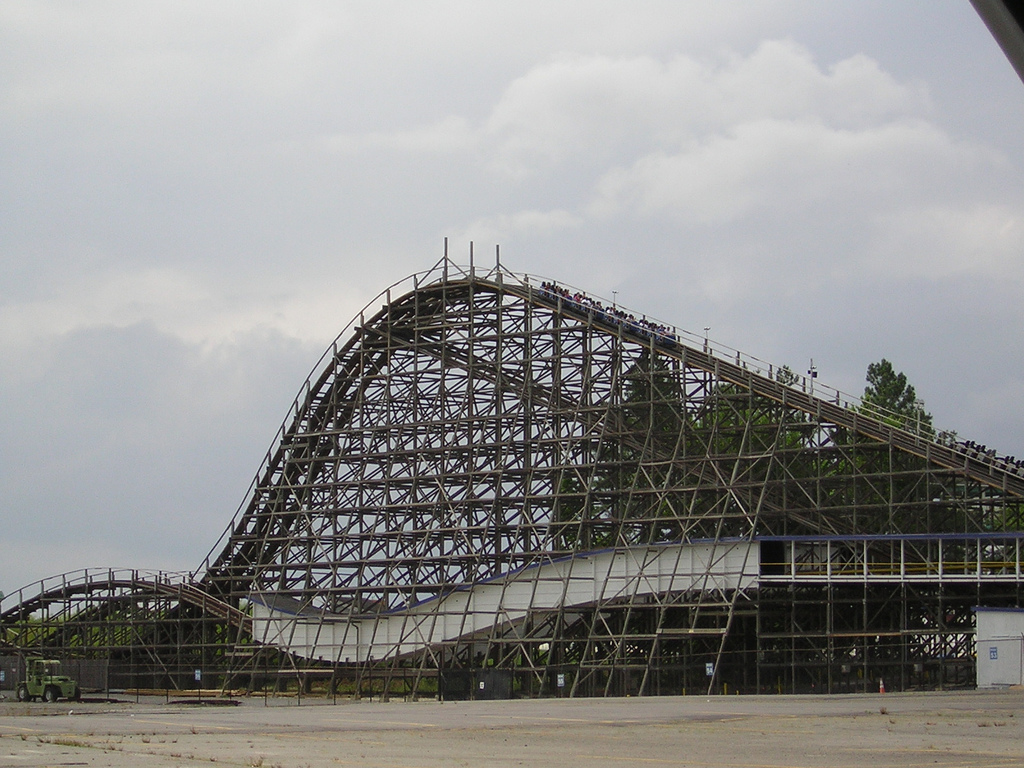
Thunder Road à Carowinds
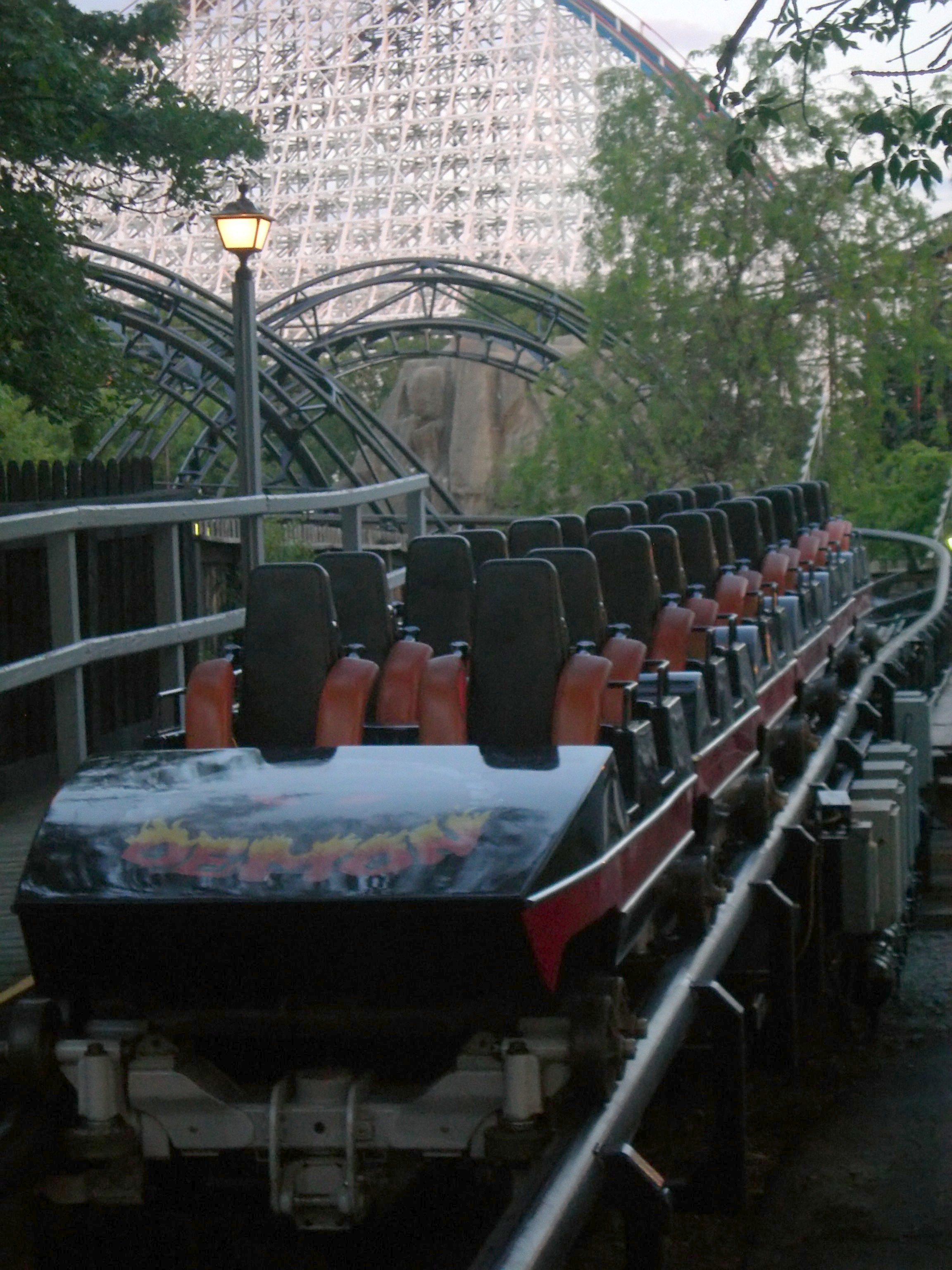
Turn Of The Century à Marriott's Great America (Illinois)
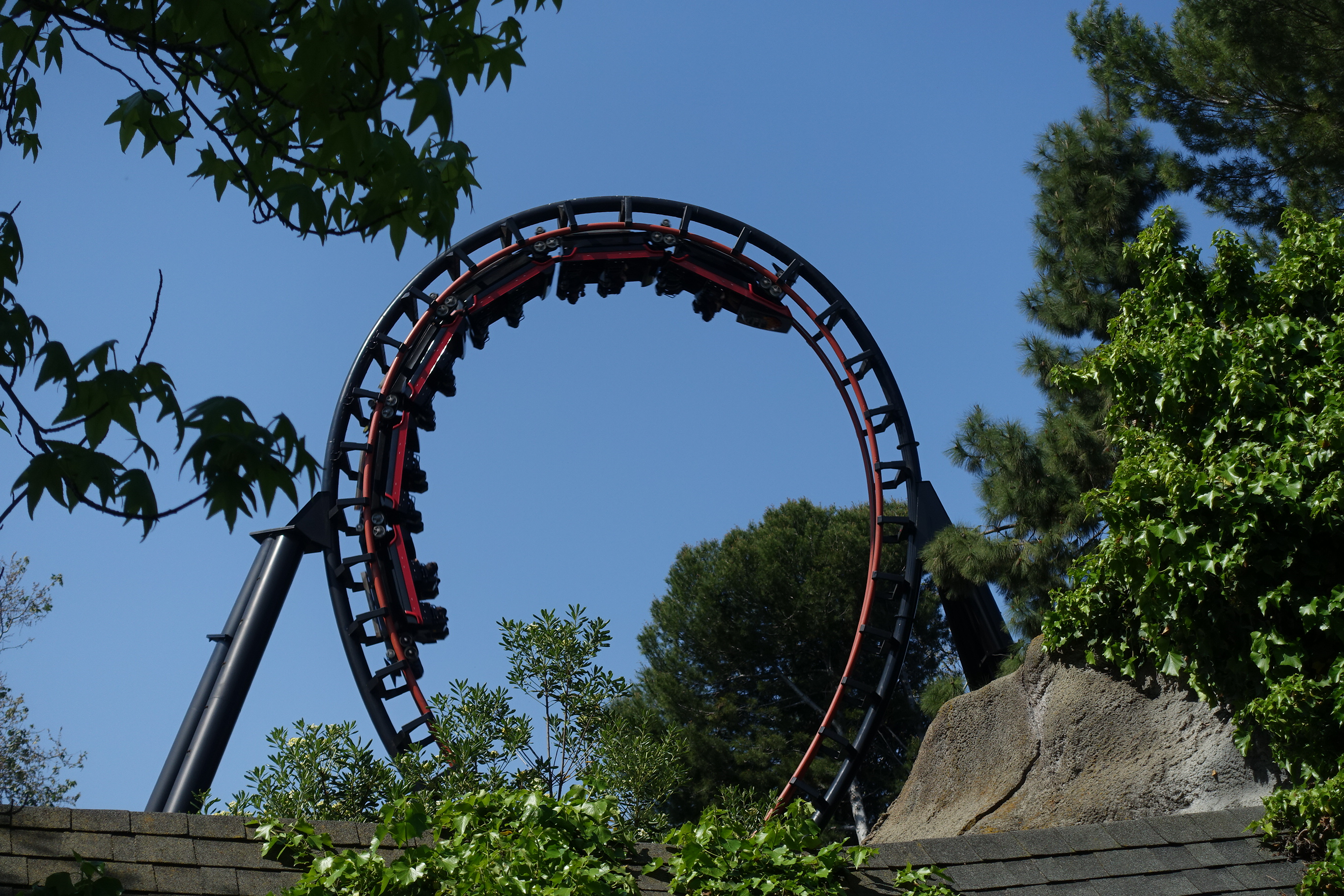
Turn Of The Century à Marriott's Great America (Californie)
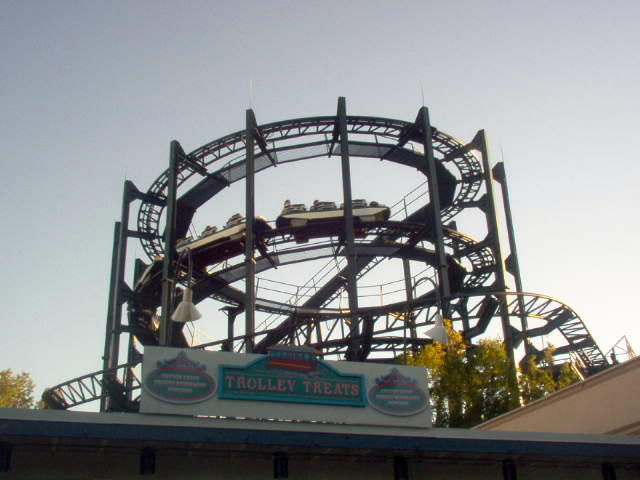
Willard's Whizzer à Marriott's Great America (Illinois)

### Autres attractions
| Nom de l'attraction                           | Type                     | Constructeur                       | Parc                                  | Pays       |
| --------------------------------------------- | ------------------------ | ---------------------------------- | ------------------------------------- | ---------- |
| Apple Turnover                                | Enterprise               | Huss Rides                         | Kings Dominion                        | États-Unis |
| Berserker                                     | Bayern Kurve (en)        | Anton Schwarzkopf                  | Marriott's Great America (Californie) | États-Unis |
| Carousel Columbia                             | Carrousel à double étage | Bradley and Kaye                   | Marriott's Great America (Illinois)   | États-Unis |
| Carousel Columbia                             | Carrousel à double étage | Bradley and Kaye                   | Marriott's Great America (Californie) | États-Unis |
| Centrifuge                                    | Scrambler                | Anton Schwarzkopf                  | Marriott's Great America (Californie) | États-Unis |
| East River Crawler                            | Pieuvre                  | Anton Schwarzkopf                  | Marriott's Great America (Illinois)   | États-Unis |
| Flying Eagles                                 | Flying Scooters          | Larson International               | Marriott's Great America (Californie) | États-Unis |
| Flying Trapeze                                | Chaises volantes         | Chance Manufacturing Company, Inc. | Valleyfair                            | États-Unis |
| Great Gasp                                    | Paratower                | Intamin                            | Six Flags Over Georgia                | États-Unis |
| Hometown Fun Machine                          | Scrambler                | Eli Bridge Company                 | Marriott's Great America (Illinois)   | États-Unis |
| Logger's Run                                  | Bûches                   | Arrow Dynamics                     | Marriott's Great America (Illinois)   | États-Unis |
| Monorail                                      | Monorail                 | Anton Schwarzkopf                  | Bobbejaanland                         | Belgique   |
| Musik Express                                 | Music Express            |                                    | Great Adventure                       | États-Unis |
| River Splatch Devenu Le Ch'Plouf (2006-2011). | Bûches                   | Reverchon Industries               | Parc Bagatelle                        | France     |
| Rock Jet                                      | Music Express            | Reverchon Industries               | Gröna Lund                            | Suède      |
| Rue Le Dodge                                  | Autos tamponneuses       |                                    | Marriott's Great America (Californie) | États-Unis |
| Rue Le Dodge                                  | Autos tamponneuses       |                                    | Marriott's Great America (Illinois)   | États-Unis |
| Sky Cabin                                     | Gyro Tower               | Intamin                            | Knott's Berry Farm                    | États-Unis |
| Sky Jump                                      | Paratower                | Intamin                            | Knott's Berry Farm                    | États-Unis |
| Texas Chute Out                               | Paratower                | Intamin                            | Six Flags Over Texas                  | États-Unis |
| The Orbit                                     | Enterprise               | Anton Schwarzkopf                  | Marriott's Great America (Illinois)   | États-Unis |
| Triple play                                   | Troïka                   | Huss Rides                         | Marriott's Great America (Illinois)   | États-Unis |
| Whirligig                                     | Chaises volantes         | Arrow Dynamics                     | Marriott's Great America (Illinois)   | États-Unis |

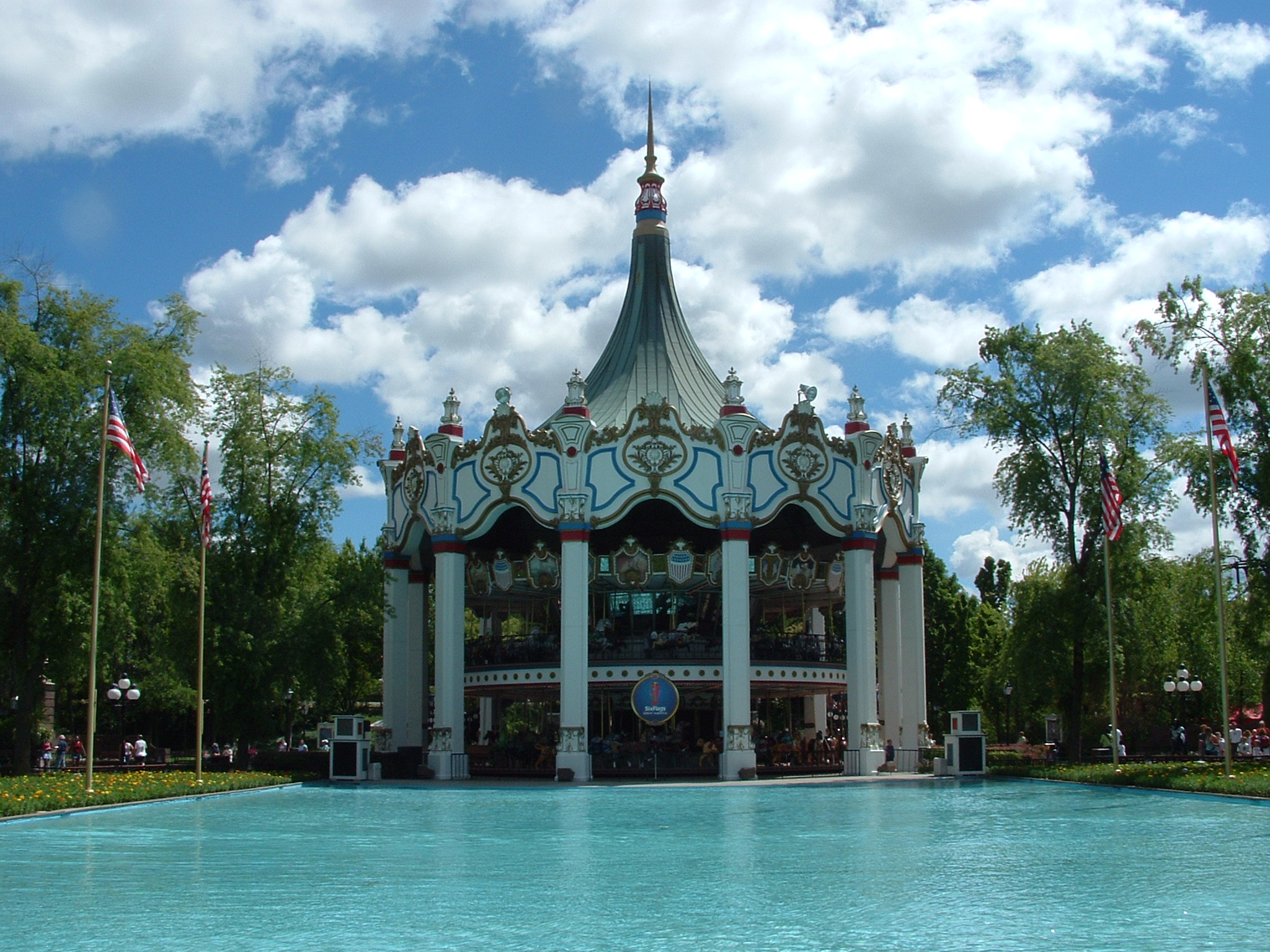
Columbia Carousel à Marriott's Great America (Californie)
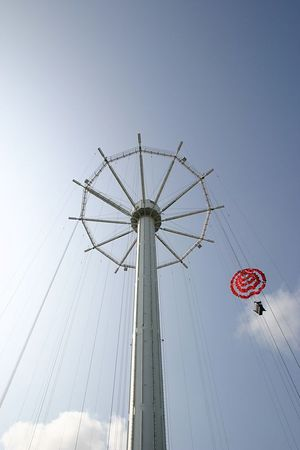
Great Gasp à Six Flags Over Georgia
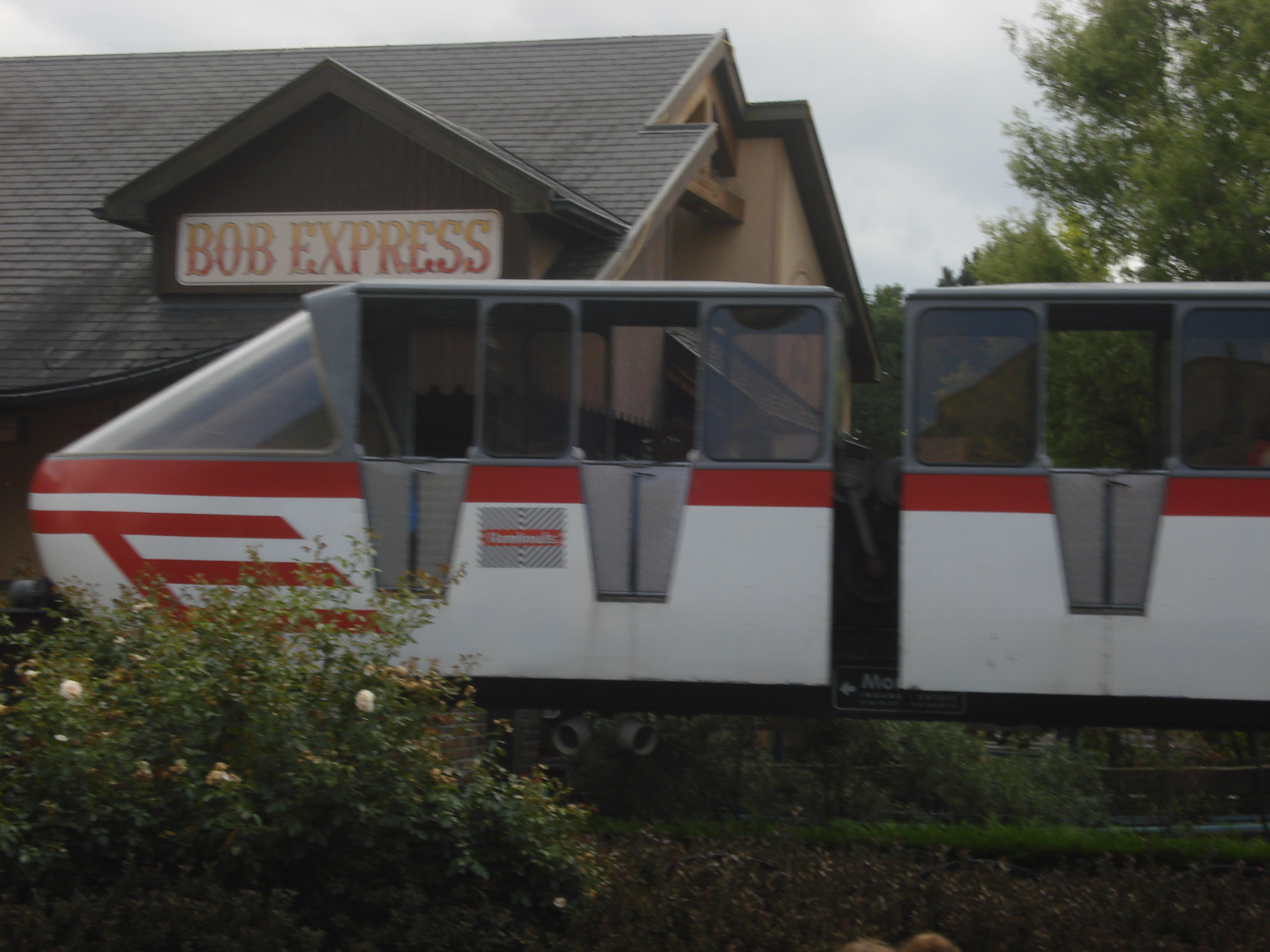
Monorail à Bobbejaanland
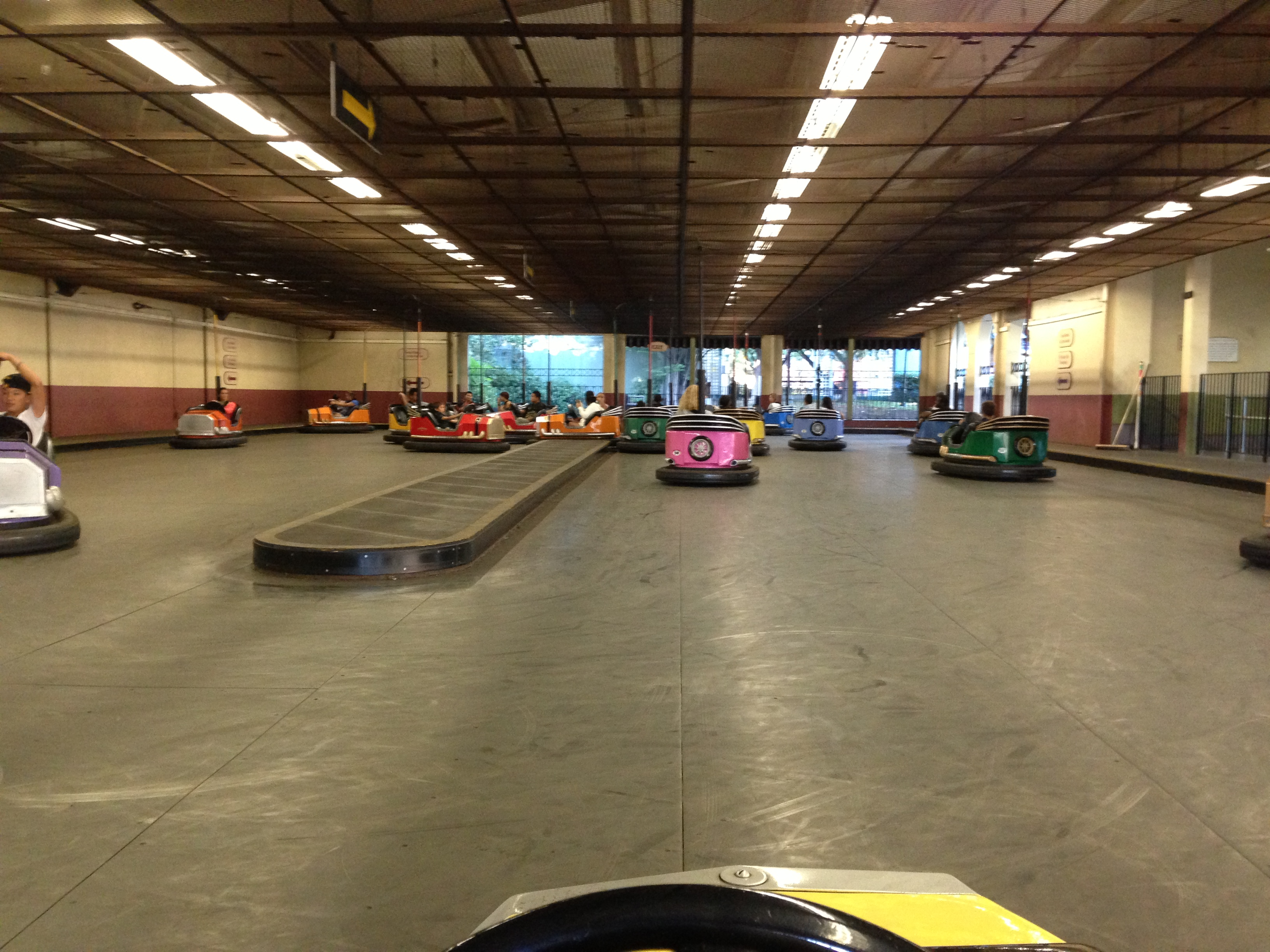
Rue Le Dodge à Marriott's Great America (Californie)
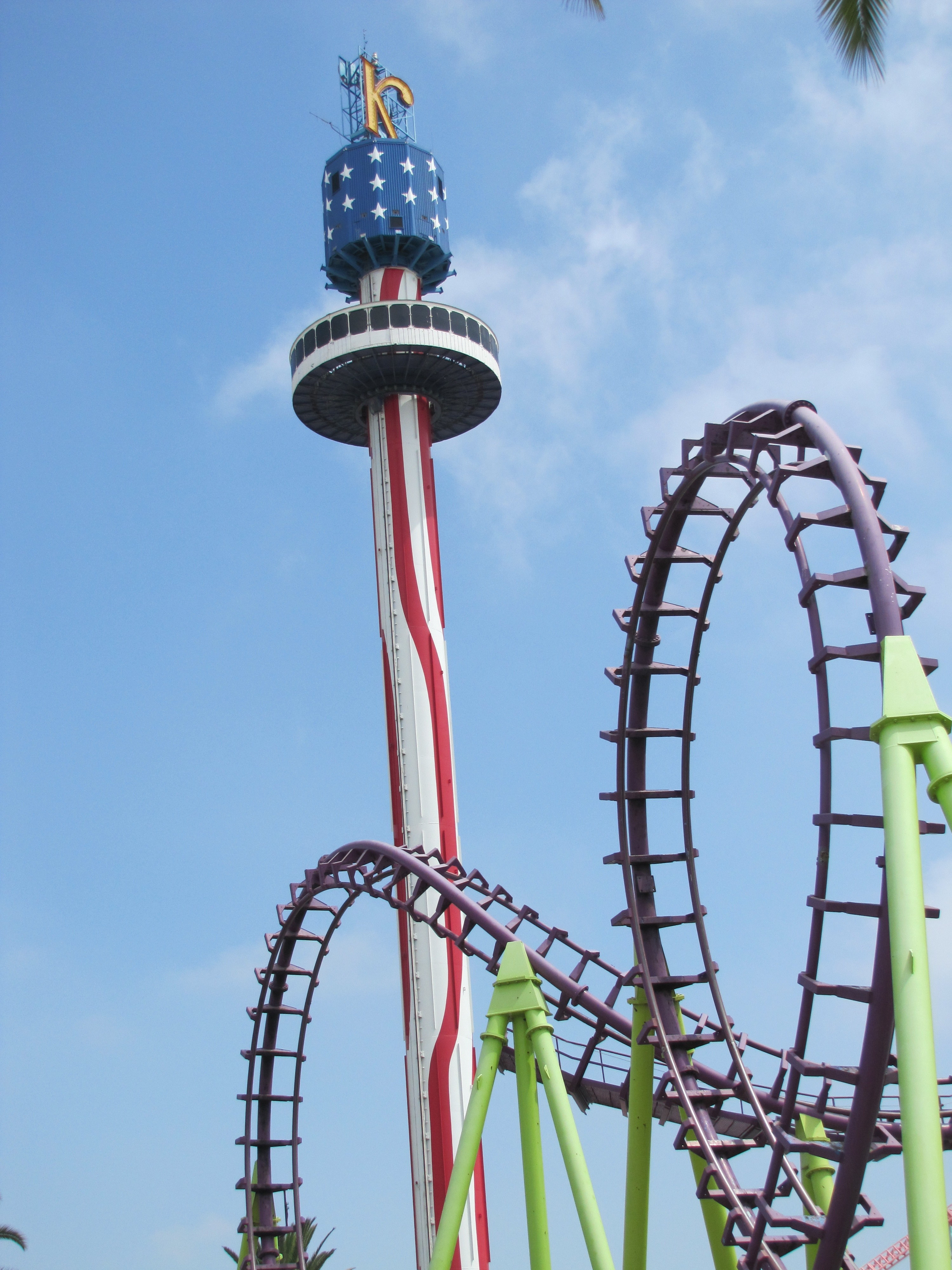
Sky Cabin (uniquement Gyro Tower) à Knott's Berry Farm
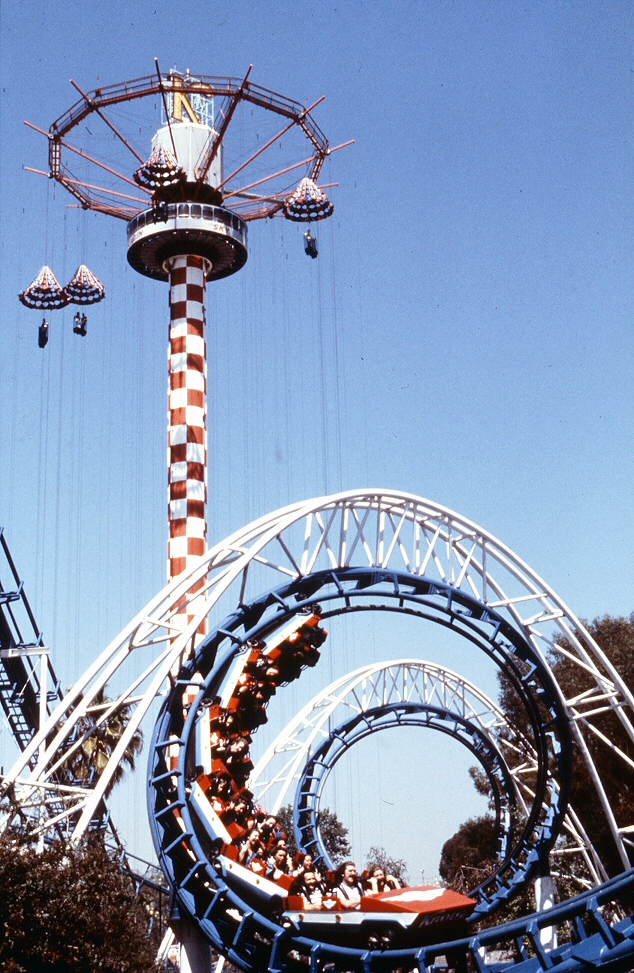
Sky Jump (avec les parachutes) à Knott's Berry Farm
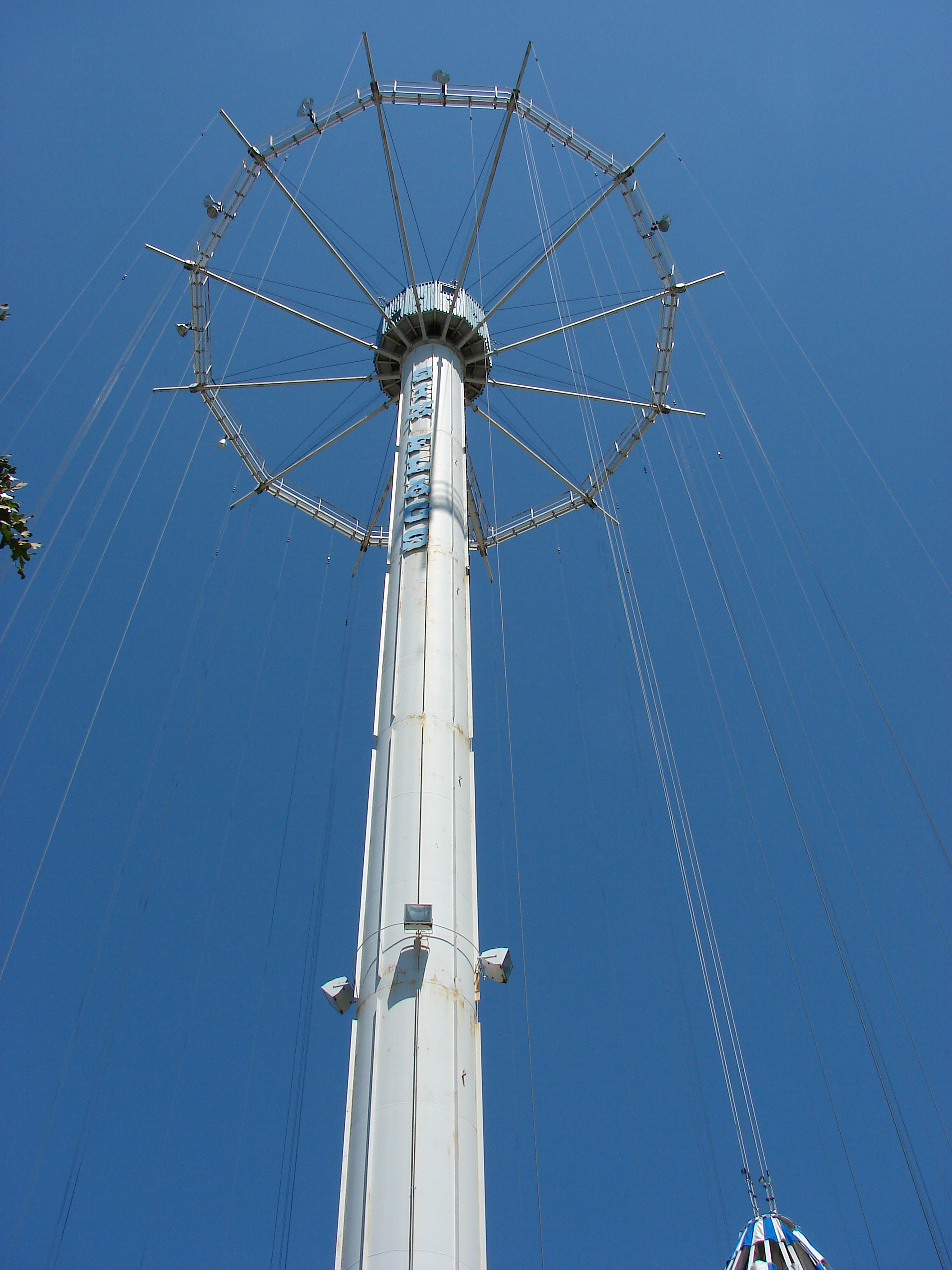
Texas Chute Out à Six Flags Over Texas